# Кивдинский
Кивдинский — посёлок в Амурской области России. Входит в Городской округ Прогресс.

## География
Посёлок Кивдинский находится в 8 км к северо-западу от административного центра муниципального образования пос. Прогресс, стоит в долине реки Кивда (правый притоки Буреи).
Дорога к пос. Кивдинский идёт от пос. Прогресс через Новорайчихинск и село Муравка Бурейского района, расстояние — около 12 км.
На север от пос. Кивдинский идёт дорога к селу Кивдо-Тюкан Бурейского района.

## История
Посёлок образован в 1913 году, как населённый пункт горняков разрабатываемого месторождения Кивдинские Копи. Освоение Кивдинских Копей начинали заключенные каторжане. Добыча велась в шахтах ручным способом. К 1922 году в посёлке проживало около 1000 человек, в их числе 250 рабочих. В 1925 году на руднике была сдана в эксплуатацию электростанция, что позволило механизировать ряд производственных процессов. Посёлок, в начале XX века, был большой и цивилизованный. Здесь, кроме шахты и рудоуправления, имелись клуб, школа, больница, пекарня, столовая, механическая мастерская, лесоторговый склад. В 1980-е годы из посёлка начался массовый отток населения для работы на угольных разрезах, на строительство Бурейской ГЭС, в посёлок Прогресс для работы на промышленных предприятиях.
В 1982 году в связи с прекращенном функционирования основных предприятий и организаций, сокращением населения в рабочем поселке Кивдинский до 344 человек рабочий посёлок Кивдинский был отнесен к категории сельских поселений.

## Население
| 1939 | 1959  | 1970  | 1979 | 2002 | 2009 | 2010 | 2012 | 2013 |
| ---- | ----- | ----- | ---- | ---- | ---- | ---- | ---- | ---- |
| 5001 | ↘3354 | ↘1588 | ↘600 | ↘37  | ↘18  | ↘17  | →17  | ↘16  |
| 2014 | 2015  | 2016  | 2017 | 2018 | 2019 | 2020 | 2021 | 2023 |
| →16  | ↘15   | →15   | ↘14  | →14  | →14  | →14  | ↘3   | →3   |